# Deutsche Volleyball-Bundesliga 1991/92 (Männer)
Die Saison 1991/92 der Volleyball-Bundesliga war die achtzehnte Ausgabe dieses Wettbewerbs. Erstmals nahmen Mannschaften aus den „neuen Bundesländern“ teil.  Der Moerser SC wurde Deutscher Meister. Schwerin und Crefeld mussten absteigen. Bonn und Paderborn zogen sich nach der Saison zurück.

## Mannschaften
In dieser Saison spielten folgende zwölf Mannschaften in der Bundesliga, Bayer Wuppertal übernahm die Lizenz von Bayer Leverkusen:
- Post TSC Berlin
- SCC Berlin
- SC Fortuna Bonn
- Crefelder SC
- ASV Dachau
- VfB Friedrichshafen
- 1. VC Hamburg
- SC Leipzig
- Moerser SC
- VBC Paderborn
- Schweriner SC
- SV Bayer Wuppertal

## Ergebnisse
Nach der Hauptrunde gab es eine Playoff-Runde, um den neuen Meister zu ermitteln.

### Hauptrunde
|     | Verein          | Punkte | Sätze |
| --- | --------------- | ------ | ----- |
| 1.  | Wuppertal       | 42:2   | 64:18 |
| 2.  | Moers           | 34:10  | 58:21 |
| 3.  | Friedrichshafen | 32:12  | 54:28 |
| 4.  | SCC Berlin      | 30:14  | 51:30 |
| 5.  | Hamburg         | 26:18  | 50:34 |
| 6.  | Dachau          | 26:18  | 46:35 |
| 7.  | Post Berlin     | 20:24  | 38:43 |
| 8.  | Bonn            | 16:28  | 34:46 |
| 9.  | Paderborn       | 14:30  | 31:50 |
| 10. | Leipzig         | 14:30  | 29:51 |
| 11. | Schwerin        | 8:36   | 16:60 |
| 12. | Crefeld         | 2:40   | 10:65 |

### Play-offs
Finale: Moerser SC – SV Bayer Wuppertal 3:2, 3:1